# Tribunal Superior de Justícia de Castella i Lleó
El Tribunal Superior de Justícia de Castella i Lleó, és un òrgan públic la finalitat principal del qual és exercir la jurisdicció, és a dir, resoldre litigis amb eficàcia de cosa jutjada, en els territoris d'aquesta comunitat autònoma. Abasta tot el seu àmbit territorial, en els ordres civil, penal, contenciós administratiu i social, sense perjudici de les competències que corresponguin al Tribunal Suprem. També té encomanada la resolució de les qüestions de competència que es plantegin entre òrgans judicials a Castella i Lleó.
La seva organització, competències i funcionament es regulen en la Llei Orgànica 6/1985, d'1 de juliol, del poder judicial, i les seves diverses modificacions.
El president d'aquest tribunal és nomenat pel Rei, a proposta del Consell General del Poder Judicial.

## Seu
La seva seu es troba a la ciutat de Burgos (emperò, amb algunes sales de l'ordre Social i de l'ordre Contencioso-Administrativo a Valladolid). Inicialment, la seu se situava als jutjats del carrer de Sant Joan, número 2, però el 2012, es va inaugurar la nova seu, després de la rehabilitació del Palau de Justícia de Burgos, situat al centre històric de la ciutat.

## Presidència
El president del TSJ és nomenat pel rei d'Espanya per a un període de 5 anys a proposta del Consell General del Poder Judicial.

### Llista de presidents
Informació actualitzada per un bot. Els canvis manuals es perdran quan s'actualitzi!
| Imatge | Titular                        | Des de | Fins a | Duració (anys) | Gènere  | Lloc de naixement |
| ------ | ------------------------------ | ------ | ------ | -------------- | ------- | ----------------- |
|        | José Luis Concepción Rodríguez | (2005) |        |                | masculí | Segòvia           |
|        | José Luis de Pedro Mimbrero    | (1993) | (2004) | 10–11          | masculí |                   |
|        | Antonio Nabal Recio            | (1989) | (1992) | 2–3            | masculí |                   |